# Ribeirão Iporã
Der Ribeirão Iporã ist ein etwa 34 km langer rechter Nebenfluss des Rio Piquiri im Nordwesten des brasilianischen Bundesstaats Paraná.

## Etymologie
Der Name kommt aus dem Tupi-Guaraní. Er bedeutet Schöner Bach und bringt die Wasserqualität des Flusses zum Ausdruck: y = Wasser, Bach, Fluss und porã = schön.

## Geografie

### Lage
Das Einzugsgebiet des Ribeirão Iporã befindet sich auf dem Terceiro Planalto Paranaense (Dritte oder Guarapuava-Hochebene von Paraná).

### Verlauf
Sein Quellgebiet liegt im Munizip Altônia auf 373 m Meereshöhe etwa 1 km westlich der Ortschaft São João an der PR-496, die die Städte Altônia und Pérola verbindet.
Der Fluss verläuft in südwestlicher Richtung. In seinem Oberlauf durchfließt er das Munizip in seinem östlichen Bereich, bis er auf das Munizip Iporã trifft. Ab hier bildet er die Grenze zwischen den beiden, bis er auf 223 m Höhe von rechts in den Rio Piquiri mündet. Er ist etwa 34 km lang.

### Munizipien im Einzugsgebiet
Am Ribeirão Iporã liegen die zwei Munizipien Altônia und Iporã.